# Frank Chamizo
Frank Chamizo Marquez (Frank Chamizo), född 10 juli 1992 i Matanzas, Kuba, är en italiensk fristilsbrottare med kubansk bakgrund. Han tillhör den italienska brottarklubben "Esercito Italiano" som är lokaliserad i Rom. Chamizo tävlade i de olympiska spelen 2016 i 65 kg-klassen, men väger numera ungefär 70 kg. Hans största meriter i karriären är följande: 1:a VM 2010 i Moskva (representerande för Kuba), 1:a World Cup 2010 i Machatjkala (representerande för Kuba), 2:a Europeiska spelen 2016 i Baku (representerande för Italien), 1:a VM i Las Vegas, 1:a EM 2016 i Riga, 3:a OS 2016 i Rio och 1:a EM i Novi Sad 2017. Det sist nämnde mästerskapet tävlade han i 70kg-klassen.

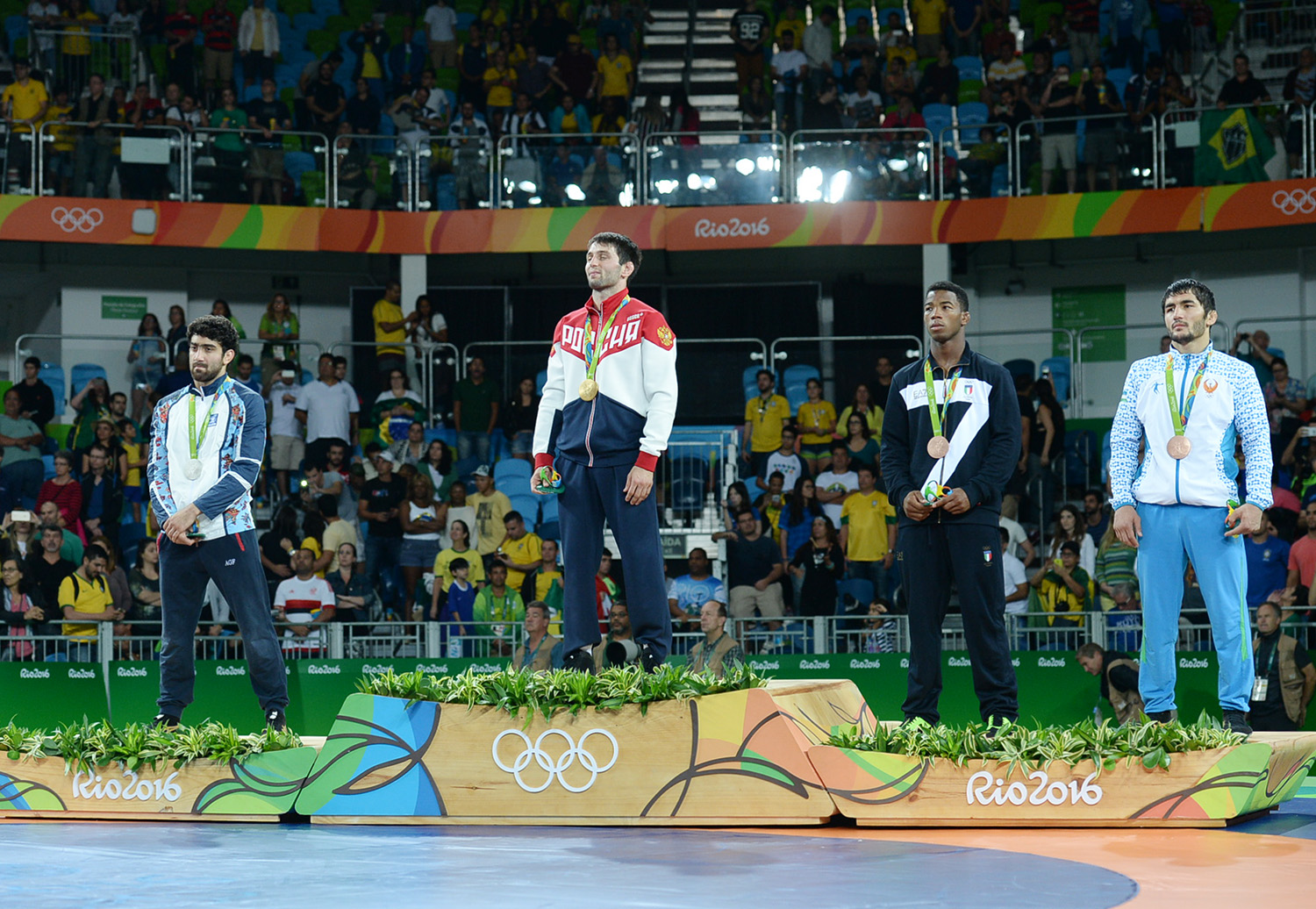
Prispallen under Olympiska spelen i Rio 2016. Frank Chamizo slutade på tredje plats delad med Uzbeken Ikthiyor Navruzov

Han tog OS-brons i weltervikt i samband med de olympiska tävlingarna i brottning 2016 i Rio de Janeiro.

## Olympiska spelen 2016 i Rio De Janeiro, Brasilien
| Plac. | Brottarens namn          | Nation | Relaterade till Chamizo                      |
| ----- | ------------------------ | ------ | -------------------------------------------- |
| 1.    | Ramonov, Soslan          | (RUS)  |                                              |
| 2.    | Asgarov, Toghrul         | (AZE)  | Match 3 (Semi-Final) Förlust 7-4, Poängseger |
| 3.    | Frank Chamizo            | (ITA)  |                                              |
| 3.    | Navruzov, Ikthyior       | (UZB)  |                                              |
| 5.    | Ganzorig, Mandakhnaran   | (MGL)  |                                              |
| 5.    | Molinaro, Frank          | (USA)  | Match 4 (Final 3-5) Vinst 5-3, Poängseger    |
| 7.    | Valdes Fobier, Alejandro | (CUB)  |                                              |
| 8.    | Novachkov, Borislav      | (BUL)  |                                              |
| 9.    | Gomez Matos, Franklin    | (PUR)  |                                              |
| 10.   | Iakobishvili, Zurabi     | (GEO)  | Match 2 (1/4 Final) Vinst 4-3, Poängseger    |
| 11.   | Garcia Veranes, Haislan  | (CAN)  |                                              |
| 12.   | Yeerlanbieke, Katal      | (CHN)  |                                              |
| 13.   | Kviatkovski, Andrey      | (UKR)  |                                              |
| 14.   | Batirov, Adam            | (BRN)  |                                              |
| 15.   | Nasiri, Meysam           | (IRI)  |                                              |
| 16.   | Gadzhiev, Magomedmurad   | (POL)  |                                              |
| 17.   | Amas, Daniel             | (NGR)  |                                              |
| 18.   | Safaryan, Devid          | (ARM)  | Match 1 (1/8 Final) Vinst 3-1, Poängseger    |
| 19.   | Prizreni, Sahit          | (AUS)  |                                              |
| 20.   | Kaya, Mustafa            | (TUR)  |                                              |
| 21.   | Dutt, Yogeshwar          | (IND)  |                                              |